# Hrvatski savez za skokove u vodu
Hrvatski savez za skokove u vodu (HSSV) je hrvatska krovna organizacija za skokove u vodu.
Međunarodni naziv za savez je Croatian diving federation.
Osnovan je 21. svibnja 1971. godine u Splitu.
Član je Federation Internationale de Natation Amateur (FINA) - Međunarodne amaterske plivačke federacije od 8. veljače 1992. godine i Ligue Europeenne de Natation (LEN) - Europske plivačke federacije od 24. travnja 1992. godine.

## Olimpijske igre

### Pojedinačno
Najbolji rezultat je 25. mjesto na trometarskoj dasci Marcele Marić 2016.

## Svjetsko prvenstvo

### Pojedinačno
27. mjesto Šime Perića 2009. je najbolji rezultat.

## Svjetski kup
FINA Diving World Cup

### Pojedinačno
29. mjesto Marcele Marić 2016. je najbolji rezultat.

## Svjetske serije

### Svjetska serija skokova u vodu
FINA Diving World Series
Matej Nevešćanin je 2025. u Meksiku postao prvi hrvatski predstavnik koji je izborio nastup u finalu jednog turnira.

### Svjetski kup high divinga
FINA High Diving World Cup

### Svjetska serija skokova u vodu s litice
Red Bull Cliff Diving World Series

## Europsko prvenstvo
| Medalje | Pojedinačno | Pojedinačno | Pojedinačno | Pojedinačno | Sinkronizirano | Sinkronizirano | Sinkronizirano | Ukupno |
| ------- | ----------- | ----------- | ----------- | ----------- | -------------- | -------------- | -------------- | ------ |
| Medalje | do 10m      | do 10m      | high diving | high diving | M              | Ž              | Mix            | Ukupno |
| Medalje | M           | Ž           | M           | Ž           | M              | Ž              | Mix            | Ukupno |
| Zlato   | /           | /           | /           | /           | /              | /              | /              | 0      |
| Srebro  | /           | /           | /           | /           | /              | /              | /              | 0      |
| Bronca  | /           | /           | /           | /           | /              | /              | /              | 0      |

### Pojedinačno
Matej Nevešćanin je na EP-u 2024. postao prvi hrvatski predstavnik koji je izborio finale u nekoj individualnoj disciplini.

## Ostalo
Marcela Marić je prvi predstavnik iz Hrvatske koji je nastupio na OI u skokovima u vodu (2016.).
Helen Crlenkovich je bila svjetska prvakinja u skokovima s 10m.

### Najviše ocjene za pojedinačne skokove
| Individualno | Individualno | Individualno | Individualno |
| ------------ | ------------ | ------------ | ------------ |
| Visina       | Ocjena       | Skakač(ica)  | Natjecanje   |
|              |              |              |              |
| 1 m          | n/a          |              |              |
| 1 m          | n/a          |              |              |
| 3 m          | n/a          |              |              |
| 3 m          | n/a          |              |              |
| 10 m         | n/a          |              |              |
| 10 m         | n/a          |              |              |
| high diving  | n/a          |              |              |
| high diving  | n/a          |              |              |

| Sinkronizirano | Sinkronizirano | Sinkronizirano |
| Visina         | Ocjena         | Par            |
| -------------- | -------------- | -------------- |
|                |                |                |
| 3 m            | n/a            |                |
| 3 m            | n/a            |                |
| 3 m            | n/a            |                |
| 10 m           | n/a            |                |
| 10 m           | n/a            |                |
| 10 m           | n/a            |                |

### Međunarodna natjecanja u Hrvatskoj
| Turniri s barem 15 izdanja ili 1. turniri svoje vrste u Hrvatskoj ili turniri posebni u europskim razmjerima | Turniri s barem 15 izdanja ili 1. turniri svoje vrste u Hrvatskoj ili turniri posebni u europskim razmjerima | Turniri s barem 15 izdanja ili 1. turniri svoje vrste u Hrvatskoj ili turniri posebni u europskim razmjerima | Turniri s barem 15 izdanja ili 1. turniri svoje vrste u Hrvatskoj ili turniri posebni u europskim razmjerima | Turniri s barem 15 izdanja ili 1. turniri svoje vrste u Hrvatskoj ili turniri posebni u europskim razmjerima | Turniri s barem 15 izdanja ili 1. turniri svoje vrste u Hrvatskoj ili turniri posebni u europskim razmjerima | Turniri s barem 15 izdanja ili 1. turniri svoje vrste u Hrvatskoj ili turniri posebni u europskim razmjerima |
| Tip | Naziv turnira                                                                                                | Lokacija | 1. izdanje                                                                                                   | Zadnje izdanje                                                                                               | Bilješke | |
| --- | --- | --- | --- | --- | --- | --- |
| do 10m | Alpe-Adria natjecanje u skokovima u vodu u Hrvatskoj                                                         | više | barem 2011.                                                                                                  | održava se                                                                                                   | Zadar, Zagreb;                                                                                               | |
| | COMEN Mediteranski kup u skokovima u vodu u Hrvatskoj                                                        | Rijeka | 2011. | održava se povremeno                                                                                         | [ 9 ] [ 10 ]                                                                                                 | |
| HD | Red Bull Svjetska serija skokova u vodu s litice u Hrvatskoj                                                 | Dubrovnik | 2009. | 2009. | | |
| | Easter International Diving Meeting - Memorijal Stjepan Križić (od 2012.)                                    | Zagreb | 2001. | održava se                                                                                                   | [ 11 ] | |
| | Open Rijeka                                                                                                  | Rijeka | barem 2012.                                                                                                  | održava se                                                                                                   | | |
| | Zadar Open                                                                                                   | Zadar | 2010. | održava se                                                                                                   | [ 12 ] | |
| | Zagreb Diving Meeting                                                                                        | Zagreb | 2001. | održava se                                                                                                   | [ 13 ] | |

## Vanjske poveznice
- Hrvatski savez za skokove u vodu